# Schloss Lüderbach

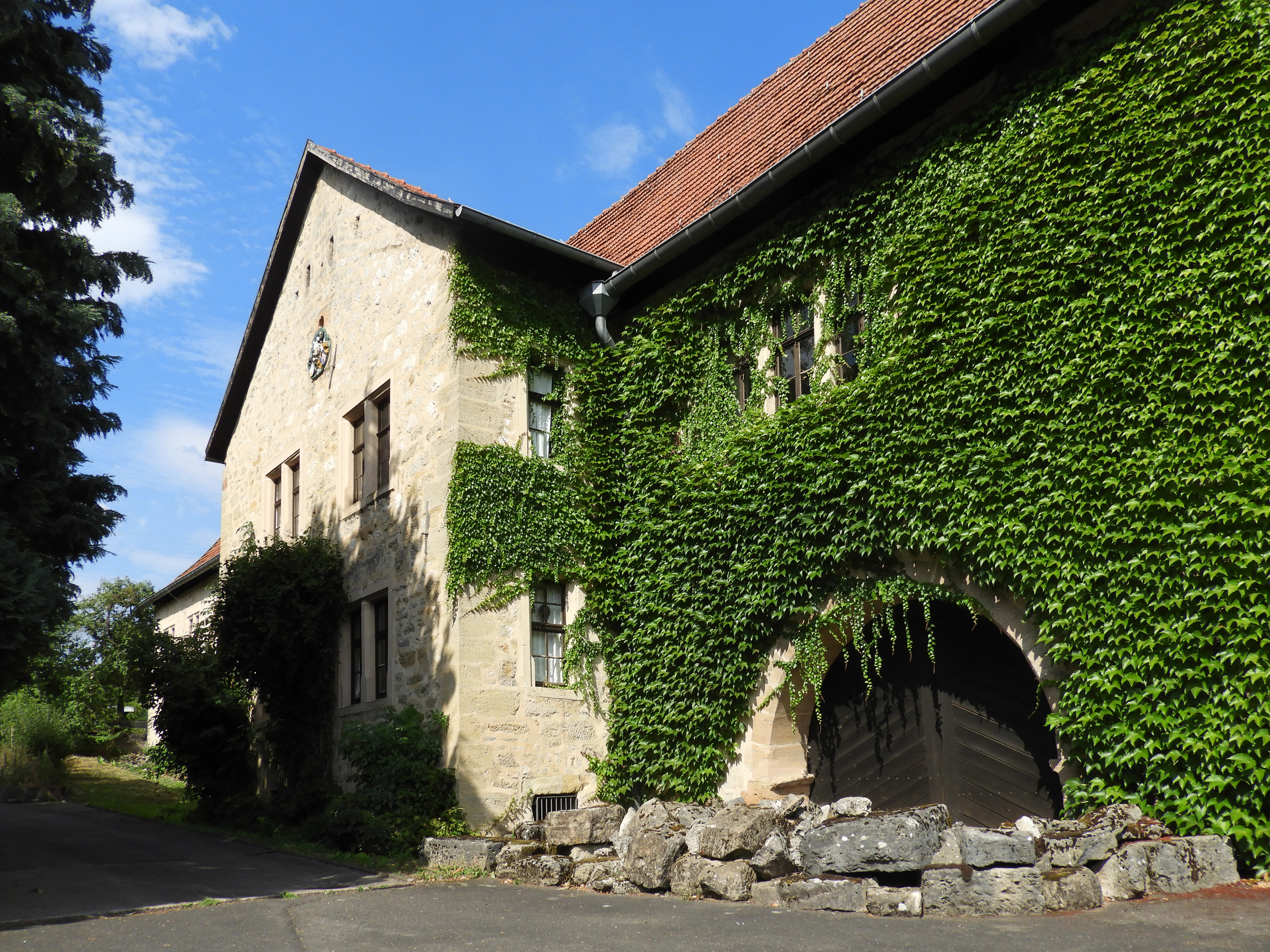
Die Westseite des Schlosses mit dem Capellan-Hessen-Wappen im Giebel des Mittelrisalits

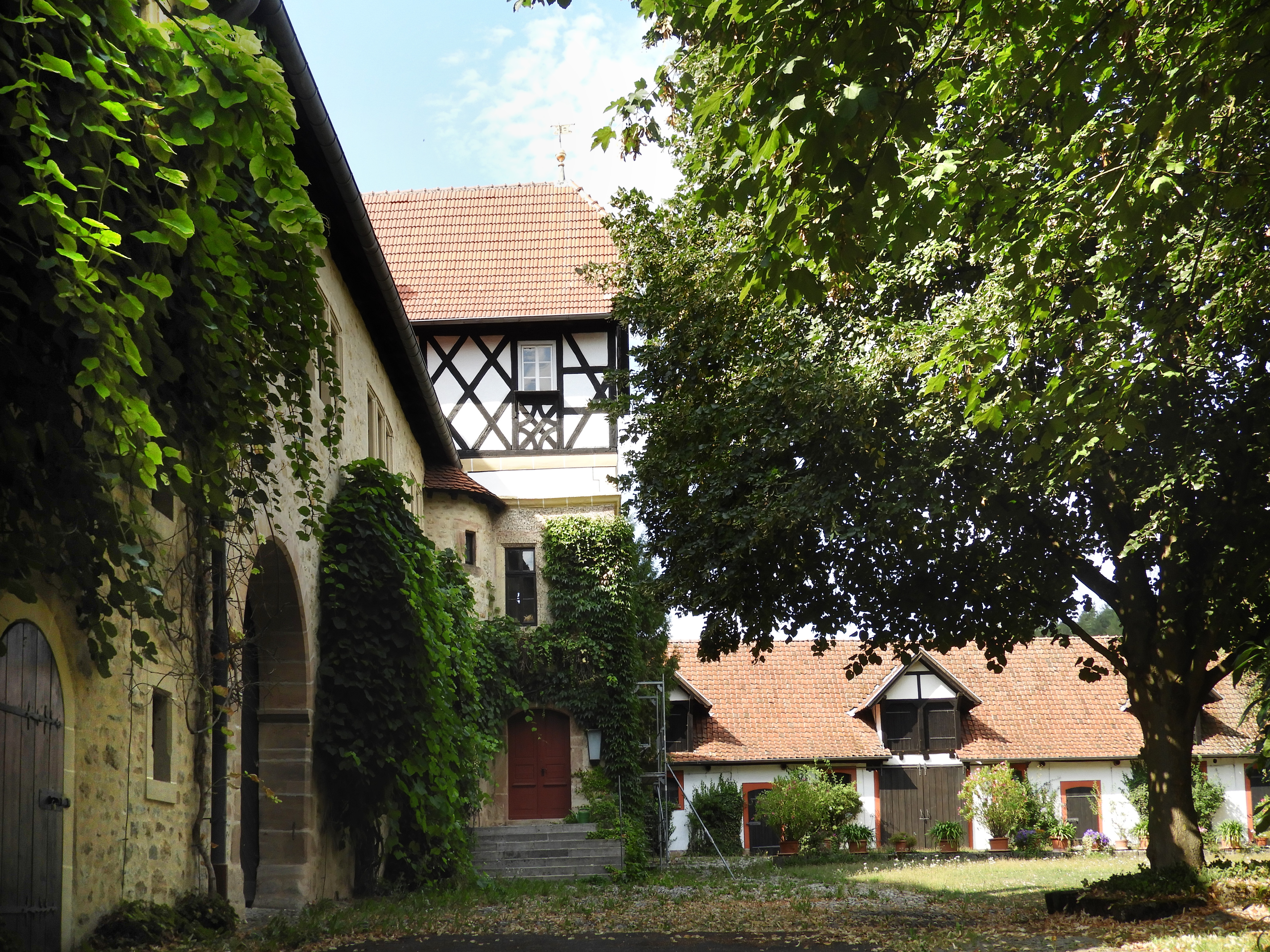
Die Ostseite des Schlosses (Innenhof): Eingangsseite und Vorbau mit Fachwerk-Obergeschoss und angedeutetem Turm

Das Schloss Lüderbach (auch Lüderbacher Schloss genannt) war ein vom Herrenhaus des zugehörigen Rittergutes zum Schloss ausgebautes Anwesen in Lüderbach, einem Ortsteil der Gemeinde Ringgau im Werra-Meißner-Kreis in Hessen, Deutschland und ist ein Kulturdenkmal aus künstlerischen, geschichtlichen und städtebaulichen Gründen.

## Lage

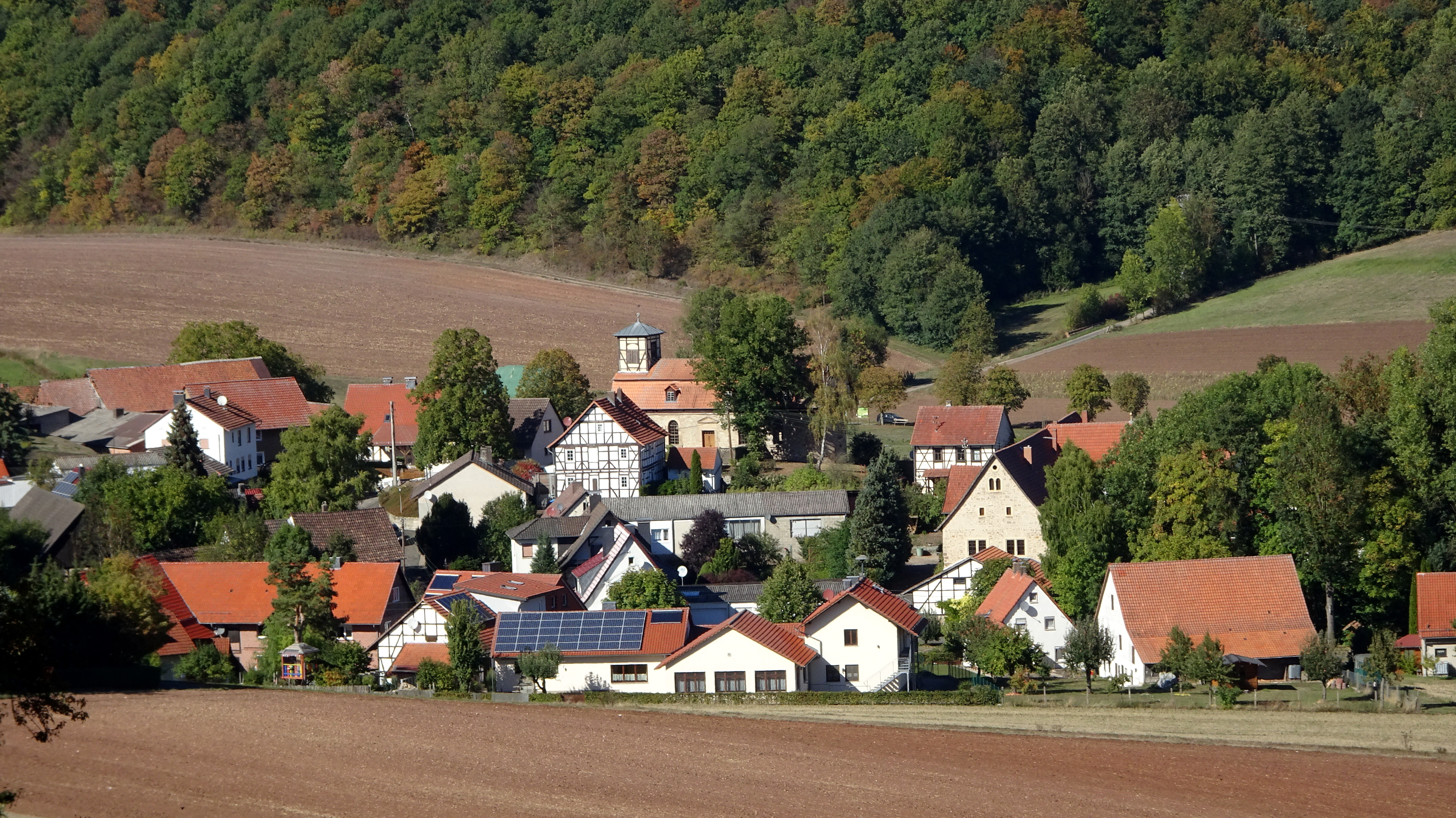
Lüderbach mit Kirche und Schloss (rechte Bildseite)

Das Schloss Lüderbach liegt im Netra-Ifta Graben nördlich der Ringgauhochebene auf etwa 300 m ü. NHN im Nordosten des Ortes; das Gelände eingegrenzt durch die K17 (Altefelder Straße) und die parallel verlaufende Ifta im Südosten, der Mergelgasse im Norden und der Eichenbergstraße im Westen. Das Herrenhaus befindet sich etwa Nord-Süd ausgerichtet an der Westseite des Anwesens, nordöstlich mit einer Ost-West ausgerichteten (ehemaligen) Scheune; nach Osten schließt sich ein Parkgelände an.

## Geschichte
Es wird angenommen, dass ein Vorgängerbau bereits zwischen 1329 und 1445 von den Treusche erbaut wurde. Nachdem ein Zweig des oberfränkisch-hessischen Adelsgeschlechtes der Treusche zu Buttlar, die Treusch von Buttlar-Brandenfels-Markershausen (nach ihrer Stammburg Burg Brandenfels bei Markershausen), im 15. Jahrhundert (sicher ab 1445) den Ort ganz in Besitz bekamen, vermutlich als Erwerbung vom Augustinerkloster in Eschwege, ließen sie um 1560 den Grundstock für das heutige Schloss legen. Dabei wurde es anfangs als repräsentatives Herrenhaus zum dazugehörigen Rittergut erbaut. Es diente als Stammsitz des Buttlar’schen Zweiges.
1619 wurde Ort und Rittergut durch Georg Oswald Treusch von Buttlar an die Brüder Reinhard (1561–1623) und Heinrich Ludwig Scheffer (1563–1621) verkauft. In der Urkunde der Reichsabtei Hersfeld heißt es:

„Moritz, Landgraf von Hessen, genehmigt, dass Georg Oswald Treusch von Buttlar zur Zahlung seiner Schulden seinen Rittersitz in Lüderbach im Gericht Brandenfels, Lehen des Klosters Hersfeld und des fürstlichen Hauses Sachsen, mit allem Zubehör und allen Rechten an die Brüder Reinhard und Heinrich Ludwig Scheffer, Kanzler bzw. Obervorsteher der Hohen Hospitäler, verkauft. Die Käufer empfangen das Gut vom Administrator als Lehen.“

1622 heiratete die Tochter Heinrich Ludwigs, Christina, in das Adelsgeschlecht derer von Capellan (auch Capella oder Kaplan) ein. Oberhofmarschall Johann Wilhelm von Capellan (1590–1660) erhielt einen Teil des Schlosses als Morgengabe. 1627 kaufte er auch den Rest des Schlosses dazu. Dieses wurde 1652/60, in diesen Jahren der Mittelteil des Schlosses mit dem Vorbau, sowie 1732 jeweils umfassend erneuert.
Das Adelsgeschlecht Capellan, in Österreich meist Kaplan genannt, war ein kleines Mühlviertler Adelsgeschlecht aus Lüstenfeld in Österreich, dass auch in Linz Besitzungen hatte und Mitte des 14. Jahrhunderts Burggrafen auf der Burg Lobenstein stellte. Sie kamen ursprünglich wegen Glaubensfragen (sie waren zum reformierten Glauben übergetreten) aus dem katholischen Österreich und besaßen Lüderbach bis 1779, das als Familienbesitz ausgebaut wurde. Der letzte männliche Nachkomme Adam Friedrich von Capellan, 1733 wie seine Vorfahren in militärische Dienste des Kasseler Landgrafen Friedrich von Hessen-Kassel eingetreten und ab 1756 Obervorsteher der Hohen Hospitäler, starb am 25. Juli 1779. Seine 1707 geborene und schon 1732 verwitwete Schwester Frederike von Cornberg geborene Capellan war bereits am 25. Januar 1776 in Lüderbach gestorben. Sie war mit Johann Georg von Cornberg (1700–1732) auf Richelsdorf verheiratet gewesen. Nach dessen Tod und dem kompletten Aussterben der älteren Richelsdorfer Linie derer von Cornberg 1739 war sie wohl nach Lüderbach zum Bruder zurückgekehrt. Beide Geschwister blieben kinderlos und sind auf dem Kirchberg in der eigens dafür gebauten Grabpyramide beigesetzt. Das architektonisch interessante Mausoleum ist neben der bekannten Grablege Kurfürst Wilhelm I. im Park Wilhelmshöhe und den Adelsmausoleen in Windhausen (im Germanischen Garten von Schloss Windhausen), Gemeinde Niestetal (Landkreis Kassel) und in Neuenrode, Gemeinde Neu-Eichenberg (Werra-Meißner-Kreis) eines der bemerkenswertesten in Nordhessen. Mit dem Tod der Capellans fielen Schloss und Ort als erloschenes Lehen in das Eigentum des Landgrafen von Hessen-Philippsthal-Barchfeld (Herleshausen). Die noch existierenden ehemaligen Stallungen wurden erst um 1800 angebaut. Das Rittergut war ursprünglich wie ein Hofgut mit Gebäudezügen im Karree angeordnet.
Nach dem Ersten Weltkrieg gelang das Anwesen durch Verkauf an den Privatmann Hauptmann Koch. 1954 kam das Schloss je zur Hälfte an die damalige eigenständige Gemeinde Lüderbach und die Raiffeisenkasse Lüderbach. Ein Großbrand richtete 1974 in der sich im Obergeschoss befindlichen Gaststätte große Schäden an, der natürlich auch den Dachstuhl stark in Mitleidenschaft zog. Seit 1980 ist das Schloss in Privatbesitz der Kasseler Familie Schalles und wurde grundlegend renoviert.

## Beschreibung
Die Grabpyramide derer „von Capellan“ auf dem Kirchberg in Lüderbach (4).jpg

„...ein schlichter Renaissance-Bau von 1560 (nicht 1660), liegt malerisch am Rande des kleinen Schloßgartens...“

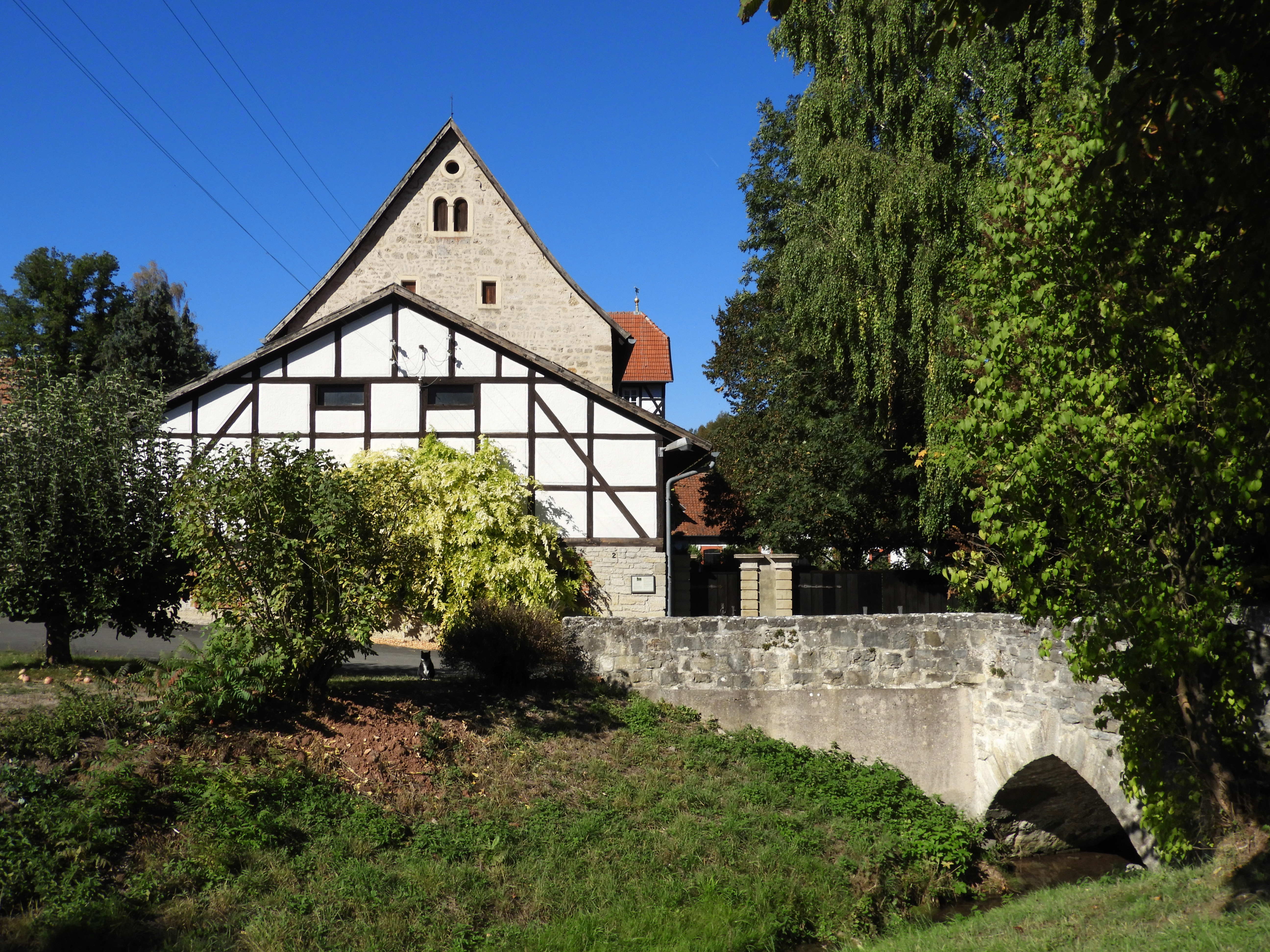
Blick von der Altefelder Straße über die Steinbrücke über die Ifta auf die Giebelseite des Herrenhauses

Das lange Nord-Süd ausgerichtete zweigeschossige Schloss mit steilerem Satteldach hat westlich einen zweiachsigen Vorbau etwa vor der Gebäudemitte. Es ist aus verputzten Bruchsteinen gesetzt. Das hohe Untergeschoss ist teilweise mit einem Zwischengeschoss versehen. Der Hauptgiebel des typischen mit einem, heute wieder farbigen, Doppelwappen „Capellan - Hessen“ (mit der Jahreszahl 1722 und den Initialen C.L.V.G. und J.R.V.C.G.V.H.) verzierten Mittelrisalits an der Westseite, und der Giebel des südlichen Anbaus sind dreieckig, am Anbau mit einer flacheren Dachneigung aus dem 19. Jahrhundert. Neben dem zentralen Vorbau befindet sich südlich eine rundbogige Tordurchfahrt. Die Fenster im Obergeschoss, dem Wohngeschoss, sind zu zweit oder auch zu dritt gekuppelt. Auf der Giebelseite des Hauptbaus befinden sich gekuppelte Rundbogenfenster im Dachbereich. Die Größe des Ursprungshauses ist ohne eine Bauuntersuchung nicht sicher zu bestimmen. Sicher ist nur, dass zunächst der nördliche Teil des Haupttraktes entstand, der nach den Verwüstungen des Dreißigjährigen Krieges ausgebaut wurde und am  Mittelbau das Fachwerkobergeschoss durch eine massive Aufstockung ersetzt und ausgebaut wurde.
Im rückwärtigen östlichen Teil (Innenhof bzw. Gartenseite) befindet sich ein, im Vergleich zum vorderen Mittelrisalit nördlich versetzter, dreigeschossiger Vorbau mit Krüppelwalmdach. Das Obergeschoss ist ein Fachwerk des 19. Jahrhunderts. Mittig in der Frontseite des Vorbaus in Höhe der ersten Etage befindet sich ein künstlerischer farbiger größerer Wappenstein eines Allianzwappens bezeichnet mit der Jahreszahl 1660. Der dreigeteilte Wappenstein hat einen Giebel mit Engelsgesicht, darunter eine Reihe Initialen: heraldisch rechts L.V.?.C., links C.V.C.G.S, darunter von Voluten eingefasst die Wappen Capellan (Im Spitzenschnitt geteiltes Wappen in Schwarz und Silber (drei Spitzen), am Schildboden ein goldener Dreiberg, das Wappen geschmückt mit Spangenhelm und schwarz-silber geteiltem Büffelhorn) und Scheffer (Goldener sechszackiger Stern in blauem Wappenschild, gekrönt von einem Spangenturnierhelm und einem zweifach wechselnd geteiltem blau-goldenem Büffelhorn als Helmzier, in dem sich der Stern wiederholt). Das Wappen ist mit einem Gesims abgeschlossen, unter dem sich von Voluten eingefasst ein zweites Gesicht befindet.
Ein seitliches Portal des Vorbaus weist die Jahreszahl 1652 auf. Der Zugang ist ebenfalls seitlich über eine kleine Treppe. In der südlichen Ecke des Vorbaus (Eingangsseite) ist ein angedeuteter, vermutlich früherer, Treppenturm sichtbar, der heute zu etwa 4/5 in das Gebäude verbaut ist.
Die ehemals zum Gut gehörenden Wirtschaftsgebäude sind heute nicht mehr vorhanden. Dazu gehörte ein östlich gelegener Schafstall, der 1890 abgebrochen und eine südlich angrenzende Scheune, die 1951 abgebrochen wurde. Eine vor dem Südgiebel stehende Schlossmühle wurde mit dem Ende des Ersten Weltkrieges 1918 abgebrochen und das sogenannte Schlossbackhaus, durch Inschriften in den Balken auf 1552 datiert und nördlich des Herrenhauses gelegen, fiel 1953 dem gleichen Schicksal anheim.
Die sanierte einbogige Steinbrücke über den Lüderbach zum Schloss wurde erst im 20. Jahrhundert vom Besitzer des Schlosses errichtet, ist aber in die Sachgesamtheit des Schlosses als Kulturdenkmal einbezogen. Das Anwesen ist heute in Privatbesitz und nur von außen zu besichtigen.

### Grabpyramide

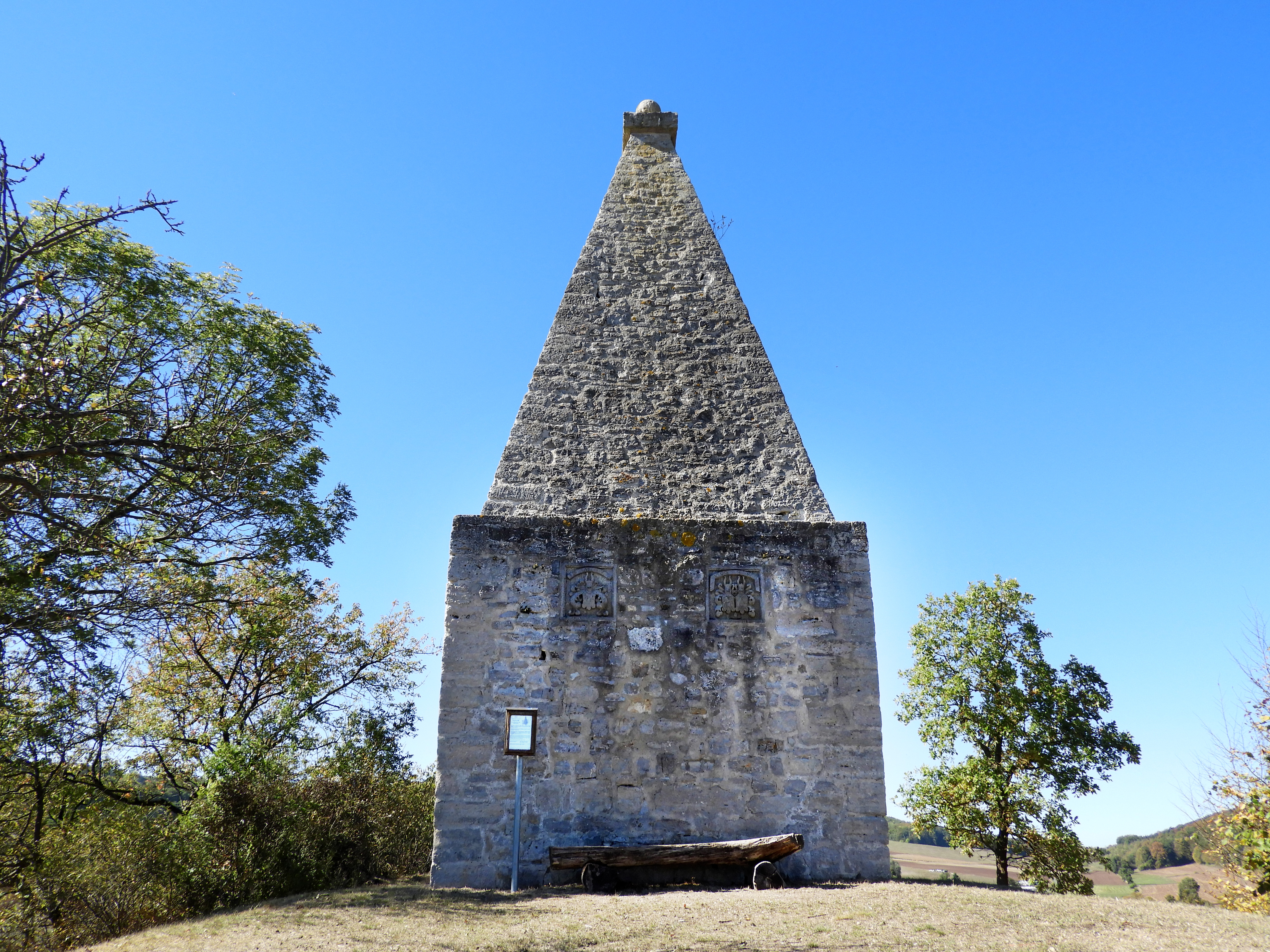
Die Grabpyramide derer „von Capellan“ auf dem Kirchberg in Lüderbach

Östlich von Ort und Schloss befindet sich das Mausoleum der beiden letzten Capellan-Geschwister auf einer Anhöhe, dem sogenannten Kirchberg. Auf dieser befindet sich die Grabpyramide aus Bruchsteinen. Der Bau ist bis in ca. drei Metern Höhe quadratisch, darauf, mit einer leicht verkleinerten Basis, eine etwa fünf Meter hohe spitz zulaufenden Pyramide, die von einem Sockel mit Kugel bekrönt ist. An der Ostseite befinden sich zwei eingefasste Wappen in der Mauer, in Blickrichtung links das Wappen von Capellan für Adam Friedrich von Capellan und rechts das Allianzwappen Cornberg-Capellan für seine Schwester Frederike von Cornberg. Wie das Schloss ist die Grabpyramide als hessisches Kulturdenkmal ausgewiesen.

### Fotos des Schlosses
- Bilder zum Schloss auf www.wissenschaftliches-bildarchiv.de